# Marchin' Already
Marchin' Already es el tercer álbum de estudio de la banda de rock británica Ocean Colour Scene.
Fue puesto a la venta en 1997 y es el disco más vendido de la historia del grupo. En su primer año consiguió vender más de 1,5 millones de copias y llegó a ocupar el número 1 en las listas de ventas en el Reino Unido.
La semana que consiguieron tal logro desbancaron de lo más alto de la lista al disco de los también británicos Oasis: Be Here Now, lo que provocó que Noel Gallagher les enviara una placa de felicitación en la que se podía leer "A la segunda mejor banda de Gran Bretaña", a lo que el líder de OCS Steve Cradock respondió diciendo que era "un honor ser considerados como la segunda mejor banda por delante de Oasis y justo detrás de los Beatles".

## Lista de temas
1. "Hundred Mile High City" – 3:58
2. "Better Day" – 3:45
3. "Travellers Tune" – 3:41
4. "Big Star" – 3:11
5. "Debris Road" – 3:09
6. "Besides Yourself" – 3:14
7. "Get Blown Away" – 4:42
8. "Tele He's Not Talking" - 3:01
9. "Foxy's Folk Faced" - 2:10
10. "All Up" - 2:48
11. "Spark and Cindy" - 4:00
12. "Half a Dream Away" - 4:21
13. "It's a Beautiful Thing" – 6:30